# Liste des évêques de Great Falls-Billings
Cette page présente la liste des évêques de Great Falls-Billings
Le diocèse de Great Falls dans le Montana aux États-Unis est créé le 18 mai 1904, par détachement de celui d'Helena.
Il change de dénomination le 14 février 1980 pour intégrer comme co-siège du diocèse la ville de Billings et devient le diocèse de Great Falls-Billings (Dioecesis Magnocataractensis-Billingensis).

## Les évêques
- 26 août 1904-18 janvier 1930 : Mathias Lenihan (Mathias Clément Lenihan), évêque de Great Falls.
- 6 août 1930-15 avril 1939 : Edwin O'Hara (Edwin Vincent O'Hara), évêque de Great Falls.
- 5 août 1939-† 17 août 1967 : William Condon (William Joseph Condon), évêque de Great Falls.
- 2 décembre 1967-27 décembre 1977 : Eldon Schuster (Eldon Bernard Schuster), évêque de Great Falls.
- 5 juillet 1978-26 mai 1987 : Thomas Murphy (Thomas Joseph Murphy), évêque de Great Falls, puis de Great Falls-Billings (14 février 1980).
- 14 décembre 1987-12 juillet 2006 : Anthony Milone (en) (Anthony Michael Milone), auparavant évêque titulaire de Plestia (de)
- 12 juillet 2006-20 novembre 2007 : siège vacant
- 20 novembre 2007-22 août 2023  : Michaël Warfel (Michaël William Warfel)
- depuis le 22 août 2023  :  Jeffrey Fleming (en) (Jeffrey Michael Fleming)

## Source
- (en) Fiche du diocèse, sur Catholic-Hierarchy